# Philippe Chouvy
Philippe Benoit Camille Chouvy est un homme politique français né le 19 août 1808 au Puy-en-Velay (Haute-Loire) et mort le 12 février 1867 au Puy-en-Velay.

## Biographie
Propriétaire au Puy-en-Velay, il est député de la Haute-Loire de 1849 à 1851, siégeant au groupe d'extrême gauche de la Montagne.

## Sources
- « Philippe Chouvy », dans Adolphe Robert et Gaston Cougny, Dictionnaire des parlementaires français, Edgar Bourloton, 1889-1891 [détail de l’édition]